# Hermann Schaper (Mediziner)

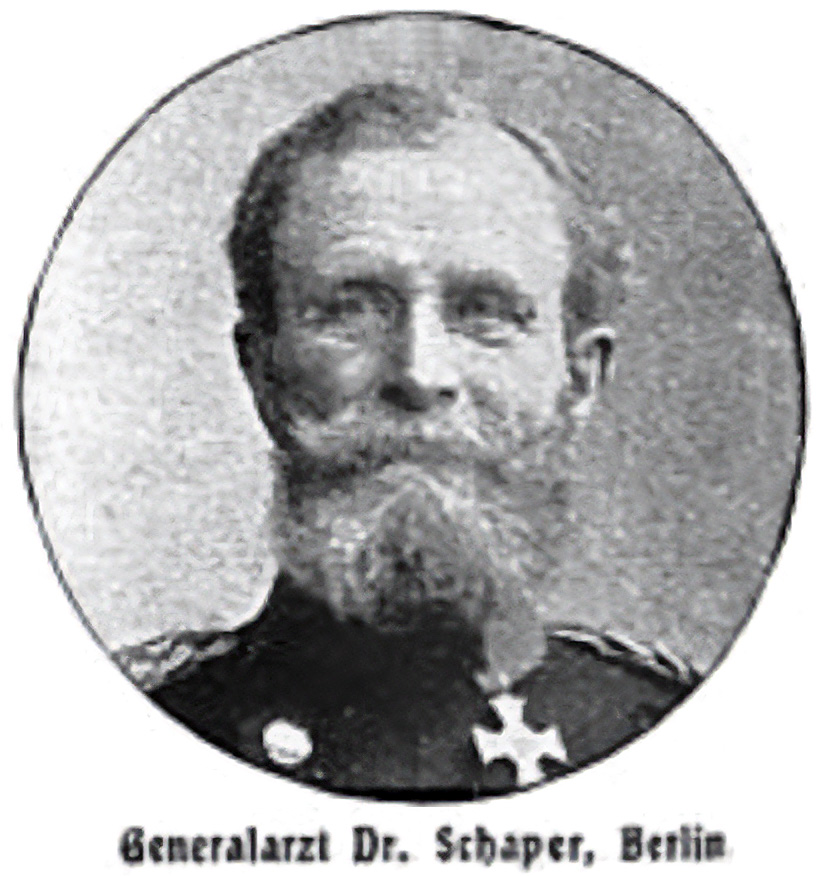
Dr. Hermann Schaper

Emil Anton Hermann Schaper (* 10. September 1840 in Elbing; † 25. September 1905 in Charlottenburg) war ein deutscher Sanitätsoffizier.

## Leben
Schaper wurde als Sohn des Regierungs-Medizinalrats Karl Wilhelm Ludwig Schaper geboren. Er absolvierte die Gymnasien in Danzig und Koblenz. Darauffolgend studierte er von 1860 bis 1864 Medizin am Medicinisch-chirurgischen Friedrich-Wilhelm-Institut. 1861 schloss er sich dem Pépinière-Corps Franconia an. Er trat am 6. August 1864 als Unterarzt in die Charité ein und wurde zum Dr. med. promoviert. Am 17. Mai 1866 zum Assistenzarzt zweiter Klasse befördert, nahm er am Deutschen Krieg und am Krieg gegen Frankreich teil. Albrecht von Preußen ernannte ihn 1873 zum Leibarzt. Als Oberstabsarzt I. Klasse war er Regimentsarzt des Braunschweigischen Husaren-Regiments Nr. 17. Zum Generalarzt II. Klasse befördert und à la suite des Sanitätskorps gestellt, wurde er zum Ärztlichen Direktor der Königlichen Charité ernannt. In dieser Stellung erhielt Schaper am 18. Januar 1901 den persönlichen Rang als Generalmajor. Am 30. September 1904 schied er aus der Charité aus. Er starb am 25. September 1905 um 07.15 Uhr in seiner Wohnung in der Carmer Straße 6 in Charlottenburg. Als Todesursache wird „Blasenkrebs und Herzschwäche“ angegeben. Schaper war mit Therese Dorothee Friederike Adolfine Klothilde geb. von Beulwitz verheiratet. Am 29. September 1905 wurde er auf dem Invalidenfriedhof beigesetzt.

## Ehrungen (Auswahl)
- 1870: Eisernes Kreuz am weißen Bande[2]
- 1895. 1. April: Geheimer Obermedizinalrat[2]
- 1895, 3. Dezember: Charakter als Generalarzt I. Klasse
- Berufung zum Etatmäßigen Mitglied des Wissenschaftlichen Senats bei der Kaiser-Wilhelm-Akademie[2]